# アノナス駅
アノナス駅（アノナスえき、英語: Anonas station）は、フィリピン・マニラ首都圏のケソン市クバオにあるマニラLRT2号線の駅である。駅名は近くを通るアノナス通りに由来しており、その通り名はサンバレス州イバ出身のアノナス一家がこの地に定住し、工場を建設したことに由来している。

## 歴史
- 2003年4月5日 - 開業。
- 2019年10月3日 - カティプナン駅間の整流変電所が火災に遭い、閉鎖[1]。
- 2021年1月22日 - 整流器の修理が完了し、再開[2]。

## 駅構造
相対式ホーム2面2線を有する高架駅である。

## 駅周辺
- Saint Joseph Parish
- Saint Joseph Catholic School just within the Church grounds
- World Citi Medical Center
- Technological Institute of the Philippines
- Anonas City Center